# 大橋莉子
大橋 莉子（おおはし りこ、1996年3月1日 - ）は、日本の作詞家、作曲家、編曲家。

## 略歴・人物
慶應義塾幼稚舎、慶應義塾中等部、慶應義塾女子高等学校、慶應義塾大学文学部美学美術史学専攻卒業。
音楽大学の講師をしていた母親の影響で、4歳の頃からピアノやソルフェージュ、音楽理論を学び、8歳の頃からピアノで作曲をしていた。2012年に有限会社スーパーラブから音楽作家として本格的な活動を始めた。

## 提供作品
- あぃ♡かちゅ
  - 「あなたが居てくれた事」(作曲)
- アイドリング!!!
  - 「涙のフリージア」(作詞・作曲・編曲)
  - 「Baby Baby Sweets」(作詞・作曲・編曲)
  - 「Over Drive」(作詞・作曲・編曲)
- アイドルマスター ミリオンライブ!シアターデイズ
  - 「カンパリーナ♡」(作詞・作曲)
- アンジュルム
  - 「23時のペルソナ」(作曲)
- 内田彩
  - 「Bright way」(作詞・作曲)
- HKT48
  - 「ロマンティック病」(作曲)
- 岡本信彦
  - 「Want you」(作曲)
- 神谷浩史
  - 「Want you」(作曲)※岡本信彦のカバー楽曲
- カレッジ・コスモス
  - 「言葉の水を濾過したい」(作詞・作曲)
  - 「記号なんかじゃない私たちは」(作曲・編曲)

- 相良茉優
  - 「Smile my style」(作曲)

- Juice=Juice
  - 「禁断少女」(作詞・作曲)
- 超特急
  - 「Jasper」(共作詞・作曲・編曲)
- つばきファクトリー
  - 「低温火傷」(作曲)
  - 「純情cm」(作詞・作曲)
  - 「抱きしめられてみたい」(作曲)
- 乃木坂46
  - 「行くあてのない僕たち」(作曲)
- バクステ外神田一丁目
  - 「I believe my heart」(作曲)
  - 「恋のYes!No?キミ想う」(作曲)
  - 「Winter romance」(作曲)
- 春奈るな
  - 「ラムネセカイ」(作詞・作曲)
- ハロプロ研修生
  - 「悪いヒト」(作詞・作曲)
- HIP♡ATTACK fromアイドリング!!!
  - 「よくばりポンパドール」(作詞・作曲)
- BEE SHUFFLE
  - 「Welcome to the Shuffle!!」(作詞)
  - 「D.A.T.E」(作詞)
  - 「Baby, I Love You」(作詞)
  - 「Boom Boom Crazy」(作詞)
  - 「My Princess」(作詞)
- 風男塾
  - 「君日和」(作詞・作曲・編曲)※Uioと共同
- VECTALL
  - 「Perfect Love」(作詞・作曲・編曲・プロデュース)
- Machico
  - 「ミラクルっと♥Link Ring!」(作曲)
- marina
  - 「泡沫ノ花」(作曲・編曲)
  - 「終わらない物語」(作詞・作曲) ※作詞はmarinaと共同
  - 「運命ノ花」(作曲)
- 宮本佳林
  - 「優柔不断だね、Guilty」(作詞・作曲)
- モーニング娘。
  - 「Y字路の途中」(作詞・作曲)
- 山崎エリイ
  - 「Last Promise」(作詞・作曲)
- 悠木碧
  - 「永遠ラビリンス」(作詞・作曲)
- 幸 巴
  - 「おいちぃたん」(作詞・作曲・編曲) ※作詞は幸巴と共同

## 劇伴
- ベイビーわるきゅーれ 2ベイビー (※SUPALOVE音楽チームとして参加)
- ぽんのみち (※SUPALOVE音楽チームとして参加)

## プロデュース
- 14ALL (テレビ番組)

放送期間: 2021年10月29日-2021年12月17日
ABEMAにて放送していた日本のサバイバルオーディション番組。同番組の企画・プロデュースを担当。

## タイアップ
| 曲名                    | 歌手               | タイアップ                                                             | 楽曲提供     |
| ----------------------- | ------------------ | ---------------------------------------------------------------------- | ------------ |
| 泡沫ノ花                | marina             | PS3・PSPゲーム『花咲くまにまに』エンディングテーマ                     | 作曲         |
| 終わらない物語          | marina             | PCゲーム『迷える2人とセカイのすべて』オープニングテーマ                | 共作詞・作曲 |
| 運命ノ花                | marina             | PS Vitaゲーム『花咲くまにまに』エンディングテーマ                      | 作曲         |
| 永遠ラビリンス          | 悠木碧             | テレビアニメ『僕の彼女がマジメ過ぎるしょびっちな件』オープニングテーマ | 作詞・作曲   |
| 低温火傷                | つばきファクトリー | テレビ朝日系「musicるTV」2018年2月度オープニングテーマ                 | 作曲         |
| Bright way              | 内田彩             | テレビアニメ『百錬の覇王と聖約の戦乙女』オープニングテーマ             | 作詞・作曲   |
| Last Promise            | 山崎エリイ         | テレビアニメ『デート・ア・ライブIII』エンディングテーマ                | 作詞・作曲   |
| ミラクルっと♥Link Ring! | Machico            | テレビ朝日系「ヒーリングっど♥プリキュア」エンディングテーマ            | 作曲         |

## 受賞歴
| 曲名             | 歌手  |     | アワード                          | 備考 |
| ---------------- | ----- | --- | --------------------------------- | ---- |
| ロマンティック病 | HKT48 | 6位 | AKB48グループリクエストアワー2018 | 公式 |
| ロマンティック病 | HKT48 | 2位 | AKB48グループリクエストアワー2019 | 公式 |
| ロマンティック病 | HKT48 | 1位 | AKB48グループリクエストアワー2020 | 公式 |

| 曲名                       | 歌手               |      | アワード                   | 備考                           |
| -------------------------- | ------------------ | ---- | -------------------------- | ------------------------------ |
| 禁断少女                   | Juice=Juice        | 4位  | 第17回ハロプロ楽曲大賞 '18 | 有志ファンによる非公式イベント |
| 低温火傷                   | つばきファクトリー | 7位  | 第17回ハロプロ楽曲大賞 '18 | 同上                           |
| Y字路の途中                | モーニング娘。'18  | 33位 | 第17回ハロプロ楽曲大賞 '18 | 同上                           |
| 純情cm                     | つばきファクトリー | 39位 | 第17回ハロプロ楽曲大賞 '18 | 同上                           |
| 言葉の水を濾過したい       | カレッジ・コスモス | 96位 | 第17回ハロプロ楽曲大賞 '18 | 同上                           |
| 記号なんかじゃない私たちは | カレッジ・コスモス | 94位 | 第18回ハロプロ楽曲大賞 '19 | 同上                           |